# Aeroportul Campbell River
Aeroportul Campbell River (IATA: YBL, ICAO: CYBL) este un aeroport din Columbia Britanică, Canada. Aeroportul a fost tranzitat în 2019 de 0 pasageri.
Situat la o altitudine de 109 m, aeroportul dispune de o singură pistă.